# Fjölnir (Zeitschrift)

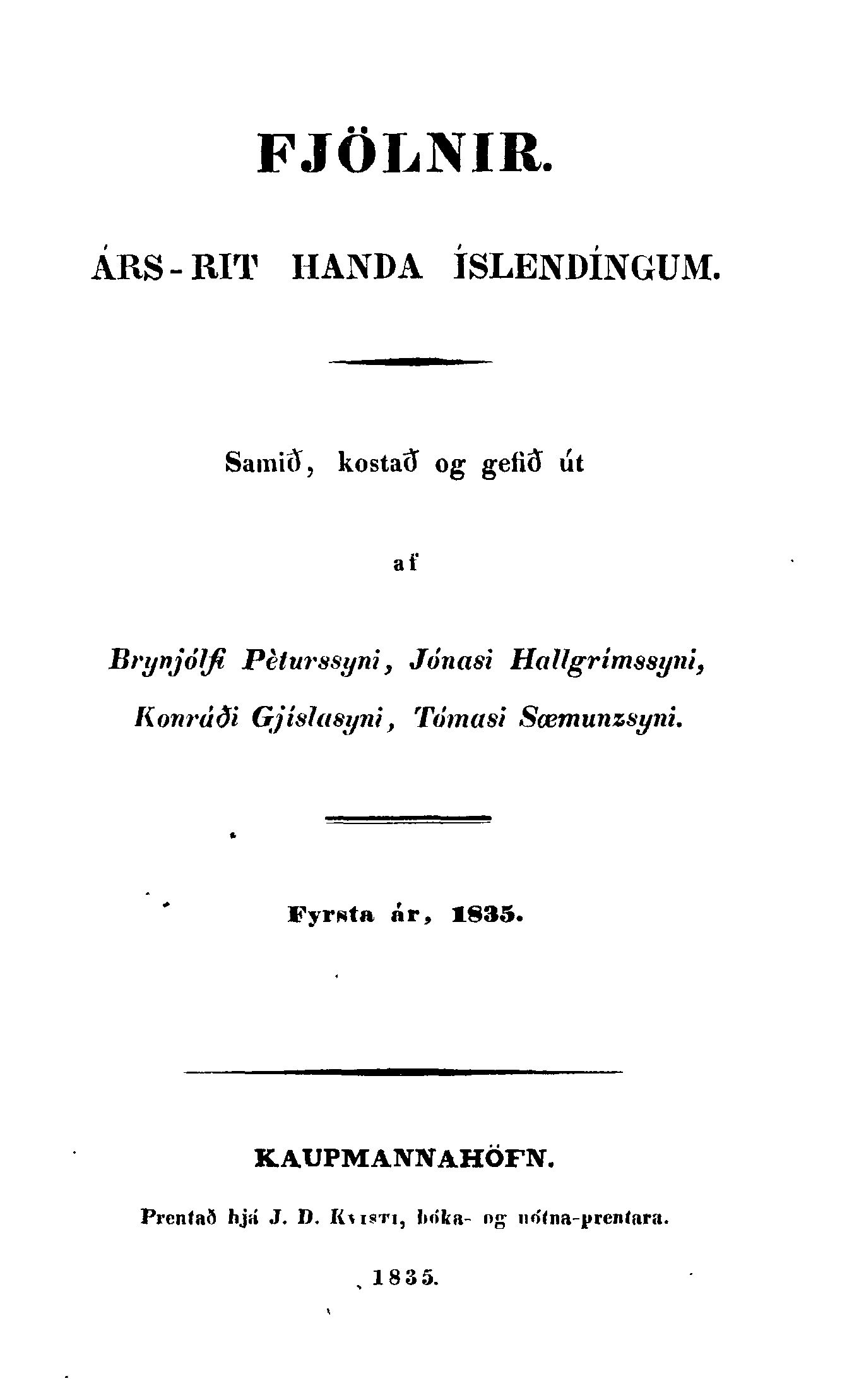
Titelseite der Erstausgabe 1835

Fjölnir war eine national orientierte isländische Literatur- und Sprachzeitschrift, die von 1835 bis 1839 und von 1844 bis 1847 in Kopenhagen als Jahresausgaben erschien.
Der Titel geht auf die gleichnamige nordische Sagengestalt zurück. Fjölnir (der viel Wissende) ist auch ein häufig in der Edda und Skaldik genannter Beiname Odins.

## Gründung und Herausgeber
Im 19. Jahrhundert ist die sprachpflegerische Bewegung des isländischen Sprachpurismus unmittelbar mit der Zeitschrift Fjölnir verbunden, die von vier jungen Isländern, den Fjölnismännern (Fjölnismenn), herausgegeben wurde. Die Gründer waren Konráð Gíslason, Student der Philologie, Jónas Hallgrímsson, Naturkundler und Dichter, Bryjólfur Péturson, Jurastudent, und Tómas Sæmundsson, Student der Theologie.
Zu den hervorragendsten Fjölnir-Autoren zählt Islands großer national-romantischer Dichter Jónas Hallgrímsson, der vor allem Heine und Ossian übersetzt hat. Mit seiner 1842 veröffentlichten Übersetzung eines Lehrbuchs der Astronomie (Stjörnufræði) gab er das Vorbild einer Übersetzung wissenschaftlicher Literatur.

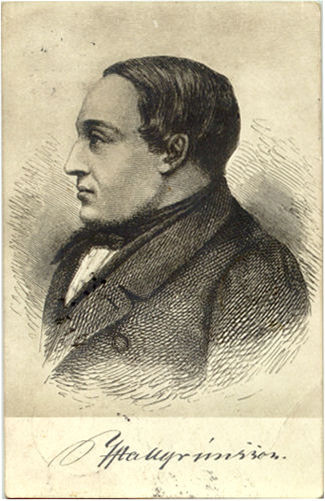
Jonas Hallgrímsson, gezeichnet von Déssington, 1845
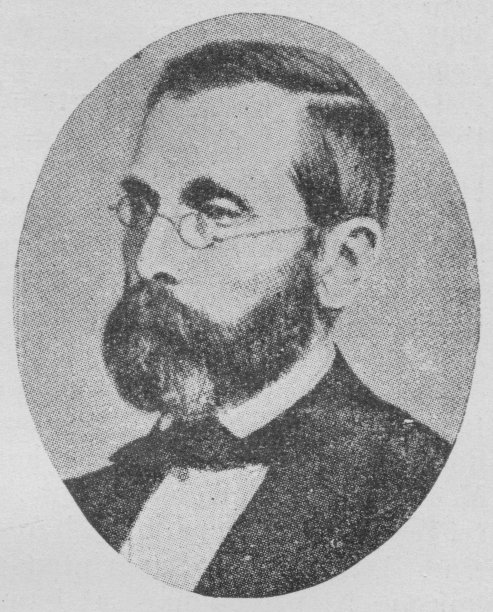
Konráð Gíslason, ca. 1891
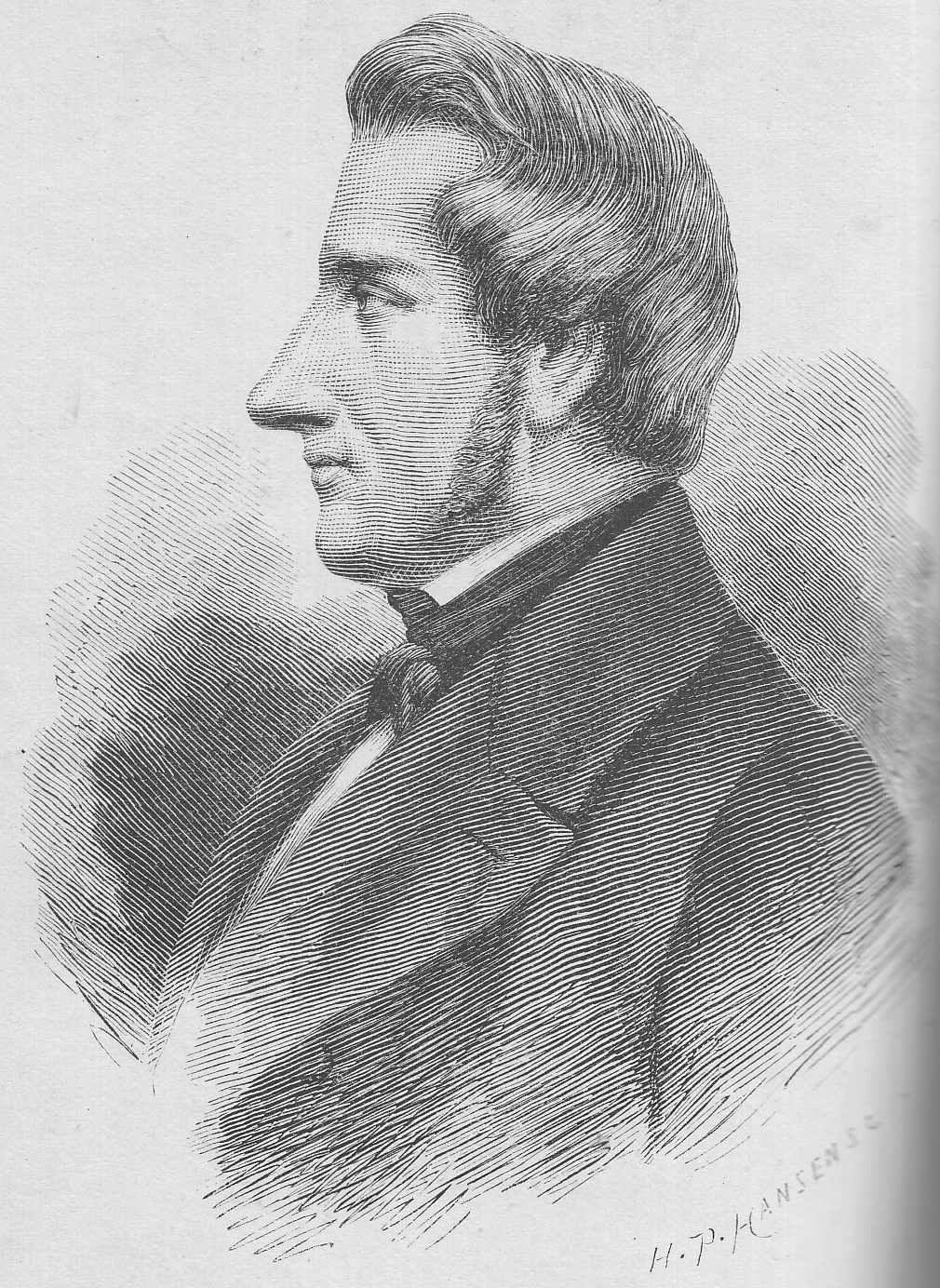
Tómas Sæmundsson, Gravierung von 1888

## Rezeption und Wirkung
Der Zeitschrift wird nachhaltiger Einfluss auf Schriftsteller wie Grímur Thomsen, Benedikt Gröndal und Jón Thoroddsen zugeschrieben.
1964 wurde die staatlich unterstützte íslensk málnefnd, die Isländische Sprachkommission gegründet, die Neuwortkataloge erstellt und verbreitet. Schon seit Anfang des Jahrhunderts gibt es solche systematischen Kataloge, in denen Neuwörter besonders einzelner Fachwortschätze verzeichnet sind. Die Vertreter der heutigen Erneuerungsbewegung werden ebenfalls Fjölnismenn genannt.
Für das Nachrichtenmagazin The Reykjavík Grapevine markiert Fjölnir den Beginn der modernen isländischen Literaturgeschichte.

## Erscheinungsverlauf und Ausgaben
Fjölnir : árrit handa Ìslendingum. – Kaupmannahöfn : Kvisti 1.1835 – 9.1847; damit Erscheinen eingestellt, mit Unterbrechung für die Jahre 1840 bis 1843.
- ZDB-ID 1128934-x für die Druckausgabe.
- Reprintausgabe: Reykjavík : Lithoprentt, 1943/44.
- ZDB-ID 2421931-9 für die Online-Ausgabe.